# Pidloziivka, Ohtîrka
Pidloziivka (în ucraineană Підлозіївка) este un sat în comuna Kardașivka din raionul Ohtîrka, regiunea Sumî, Ucraina.

## Demografie
Componența lingvistică a localității Pidloziivka
     Ucraineană (95,48%)
     Rusă (2,84%)
     Alte limbi (1,68%)
Conform recensământului din 2001, majoritatea populației localității Pidloziivka era vorbitoare de ucraineană (95,48%), existând în minoritate și vorbitori de rusă (2,84%).